# Pachygaster pulchra
Pachygaster pulchra är en tvåvingeart som beskrevs av Friedrich Hermann Loew 1863. Pachygaster pulchra ingår i släktet Pachygaster och familjen vapenflugor. Inga underarter finns listade i Catalogue of Life.